# Árnyék (heraldika)
Az árnyék olyan címerábra, melynek csak a körvonalai látszanak. Ritka színezési módszer, melynél a címerábrát csak a fekete osztóvonalak, illetve a körvonalak által jelzik és ezen az alap színe áttetszik. Noha régi ábrázolásmód, az „árnyékszín” a heraldikai kuriózumok közé tartozik. Valószínűleg csak a németalföldi Trazegnies bárók címerében fordul elő. Már Gelre herold címerkönyvében is megtalálható. Maga az árnyék gyakoribb. Így van például árnyékkereszt is. A modern heraldikában fehér körvonalakkal megrajzolt árnyék látható Neustadt-Glewe város 1973-ban
megrajzolt új címerében.
Másik értelme a válódi árnyék, amikor a címerkép által vetett árnyékot is ábrázolják. Nagy Ivánnál (V. 78.) a Héderváry család címerében az oroszlán lábai alatt látható az árnyék is, ami a térbeli ábrázolás heraldikailag helytelen megnyilvánulása.